# Джеймс (приток Миссури)
Дже́ймс, также Джемс (англ. James River; известна также как Джим, англ. Jim River, и Дакота, англ. Dakota River), — река в Северной и Южной Дакоте (США), левый приток Миссури.
Длина реки около 1140 км. Дже́ймс берёт своё начало на плато Миссури, в округе Уэлс Северной Дакоты, недалеко от Фессендена, затем протекает в юго-юго-восток по территории Южной Дакоты. Русло реки проходит параллельно восточной границе Великих равнин. Протекает рядом с такими городами как Джеймстаун (Северная Дакота), Хьюрон и Митчелл (Южная Дакота). Впадает в Миссури примерно в 8 км по течению ниже Янктона.

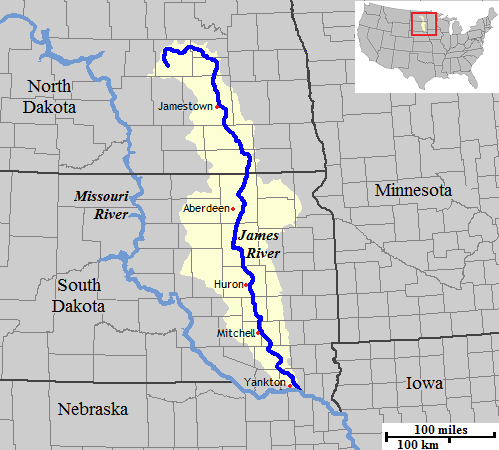
Бассейн Джеймса

Площадь бассейна примерно 57 тыс. км², из которых более 2/3 на территории Южной Дакоты. Притоки в основном протекают по ледниковым долинам, глубоким и непропорционально широким относительно переносимого в настоящее время объёма воды. Питание в основном снеговое, что отражается в кратковременном весеннем половодье (разливы на равнине Лейк-Дакота в среднем 3 раза за 10 лет). В период летних дождей часты паводки, в остальное время года река маловодна. Среднегодовой расход воды около 50 м³/с. Джеймс — ярко выраженная равнинная река с уклоном русла менее 1 метра на милю у верховий, порядка 1,5 см на равнине Лейк-Дакота и до 10 см в нижнем течении, что является одним из самых низких значений среди рек США сопоставимой длины. В верхнем течении, включая равнину Лейк-Дакота, русло слабо выражено, представляя собой цепь прудов и болот. На других участках русло шириной от 6 до 12 м меандрирует в пределах плоской долины шириной от нескольких сот метров до 3 км со стенами высотой до 35 метров.
Воды реки используются для орошения, на её протяжении построены несколько водоотводных плотин, в том числе плотина у Джеймстауна, выполняющая также функцию предотвращения паводков.